# 1 000 kilomètres de Spa 1970
Navigation
Édition précédente Édition suivante
Les 1 000 kilomètres de Spa 1970, disputés le 17 mai 1970 sur le circuit de Spa-Francorchamps en Belgique, sont la huitième édition de cette épreuve, la cinquième sur un format de 1 000 kilomètres, et la sixième manche du championnat du monde des voitures de sport 1970.
La Porsche 917 K no 24, pilotée par Joseph Siffert et Brian Redman, remporte l'épreuve, suivie par la Ferrari 512 S no 20, pilotée par Jacky Ickx et John Surtees. Dans la catégorie P 3.0, Gérard Larrousse et Rüdi Lins, à bord de la Porsche 908/2 no 6 du Martini International Racing, parviennent à l'emporter devant la Porsche 908/2 no 5, pilotée par Hans-Dieter Dechent et Helmut Marko de la même écurie.
Pour la catégorie S 2.0, c'est la Porsche 910 no 31 qui l'emporte, pilotée par John L'Amie et Brian Nelson, tandis que pour la catégorie P 2.0, c'est la Porsche 907 no 15 pilotée par Hans-Dieter Blatzheim (de) et Ernst Kraus (de) qui l'emporte.
En ce qui concerne les catégories GT +2.0 et GT 2.0, ce sont respectivement Bernard Cheneviére (de) et Claude Haldi dans la Porsche 911S no 59 et Jean-Marie Jacquemin et Bernard Palayer à bord de l'Alpine A110/1300 S no 95 qui l'emportent dans leur catégorie respective.
La Porsche 911S no 58 pilotée par Sylvain Garant et Mario Ilotte est la seule voiture non-classée. Il y a une douzaine d'abandons entre le deuxième et le quarante-quatrième tours.

## Course

### Classement de la course
| Pos. | Catégorie | N° | Écurie                           | Pilotes                                     | Châssis           | Moteur               | Tours/Abandon |
| ---- | --------- | -- | -------------------------------- | ------------------------------------------- | ----------------- | -------------------- | ------------- |
| 1    | S 5.0     | 24 | John Wyer Automotive Engineering | Jo Siffert Brian Redman                     | Porsche 917 K     | Porsche 4.5L Flat-12 | 71            |
| 2    | S 5.0     | 20 | SpA Ferrari SEFAC                | Jacky Ickx John Surtees                     | Ferrari 512 S     | Ferrari 5.0L V12     | 71            |
| 3    | S 5.0     | 28 | Porsche Salzburg                 | Vic Elford Kurt Ahrens, Jr.                 | Porsche 917 K     | Porsche 4.5L Flat-12 | 70            |
| 4    | S 5.0     | 22 | SpA Ferrari SEFAC                | Ignazio Giunti Nino Vaccarella              | Ferrari 512 S     | Ferrari 5.0L V12     | 68            |
| 5    | S 5.0     | 43 | Racing Team AAW                  | Hans Laine Gijs Van Lennep                  | Porsche 917 K     | Porsche 4.5L Flat-12 | 68            |
| 6    | S 5.0     | 29 | Porsche Salzburg                 | Richard Attwood Hans Herrmann               | Porsche 917 K     | Porsche 4.5L Flat-12 | 68            |
| 7    | S 5.0     | 21 | SpA Ferrari SEFAC                | Peter Schetty Arturo Merzario               | Ferrari 512 S     | Ferrari 5.0L V12     | 66            |
| 8    | S 5.0     | 23 | Écurie Francorchamps             | Derek Bell Hugues de Fierlant               | Ferrari 512S      | Ferrari 5.0L V12     | 64            |
| 9    | P 3.0     | 6  | Martini International Racing     | Gérard Larrousse Rudi Lins                  | Porsche 908/2     | Porsche 3.0L Flat-8  | 64            |
| 10   | S 5.0     | 33 | Ecurie Bonnier                   | Jo Bonnier Reine Wisell                     | Lola T70 Mk.3B    | Chevrolet 5.0L V8    | 63            |
| 11   | P 3.0     | 5  | Martini International Racing     | Hans-Dieter Dechent Helmut Marko            | Porsche 908/2     | Porsche 3.0L Flat-8  | 62            |
| 12   | S 2.0     | 31 | John L'Amie                      | John L'Amie Brian Nelson                    | Porsche 910       | Porsche 1.9L Flat-6  | 59            |
| 13   | P 2.0     | 15 | Hans-Dieter Blatzheim (de)       | Hans-Dieter Blatzheim (de) Ernst Kraus (de) | Porsche 907       | Porsche 1.9L Flat-6  | 59            |
| 14   | S 2.0     | 32 | Paul Vestey (de)                 | Peter Sadler (de) Paul Vestey (de)          | Porsche 910       | Porsche 1.9L Flat-6  | 56            |
| 15   | P 2.0     | 14 | Levi's International Racing      | Yves Deprez Julien Vernaeve                 | Chevron B16       | Mazda 1.0L 2-Rotor   | 55            |
| 16   | GT +2.0   | 59 | Bernard Cheneviére               | Bernard Cheneviére Claude Haldi             | Porsche 911S      | Porsche 2.2L Flat-6  | 55            |
| 17   | S 5.0     | 30 | Gesipa Racing Team               | Helmut Kelleners Jürgen Neuhaus             | Porsche 917 K     | Porsche 4.5L Flat-12 | 54            |
| 18   | GT +2.0   | 53 | Kremer Racing                    | Erwin Kremer Karl von Wendt                 | Porsche 911S      | Porsche 2.2L Flat-6  | 54            |
| 19   | GT 2.0    | 95 | Jean-Marie Jacquemin             | Jean-Marie Jacquemin Bernard Palayer        | Alpine A110/1300S | Renault 1.3L I4      | 52            |
| 20   | GT 2.0    | 52 | Jean-Pierre Gaban                | G. van Butsel Robert Moerenhout             | Porsche 911S      | Porsche 2.0L Flat-6  | 52            |
| 21   | GT 2.0    | 60 | Georges Duvingeaud               | Georges Duvigneaud Camille Demoulin         | Porsche 911S      | Porsche 2.0L Flat-6  | 50            |
| 22   | P 3.0     | 37 | Tony Goodwin                     | Tony Goodwin Peter Taggart                  | Chevron B6/8      | BMW 1.9L I4          | 48            |

#### Non-classé
| Catégorie | N° | Écurie                  | Pilotes                     | Châssis      | Moteur              | Tours/Abandon |
| --------- | -- | ----------------------- | --------------------------- | ------------ | ------------------- | ------------- |
| GT 2.0    | 58 | Andre Wicky Racing Team | Sylvain Garant Mario Ilotte | Porsche 911S | Porsche 2.0L Flat-6 | 41            |

#### Abandons
| Catégorie | N° | Écurie                            | Pilotes                           | Châssis        | Moteur               | Tours/Abandon |
| --------- | -- | --------------------------------- | --------------------------------- | -------------- | -------------------- | ------------- |
| S 5.0     | 25 | John Wyer Automotive Engineering  | Pedro Rodríguez Leo Kinnunen      | Porsche 917 K  | Porsche 4.5L Flat-12 | 44            |
| S 2.0     | 40 | Worcestershire Racing Association | James Tangye Paul Ridgway         | Chevron B8     | BMW 1.9L I4          | 40            |
| P 2.0     | 10 | Philips Autoradio Racing          | Guy Edwards Roger Enever          | Astra RNR2     | Ford 1.6L I4         | 37            |
| GT 2.0    | 51 | Jean-Pierre Gaban                 | Jean-Pierre Gaban Willy Braillard | Porsche 911S   | Porsche 2.0L Flat-6  | 33            |
| S 5.0     | 35 | Racing Team VDS                   | Teddy Pilette Gustave Gosselin    | Lola T70 Mk.3B | Chevrolet 5.0L V8    | 31            |
| S 2.0     | 39 | Intertech Steering Wheels         | Angus Clydesdale John Markey      | Chevron B8     | BMW 1.9L I4          | 22            |
| S 2.0     | 38 | Martin Blackie                    | Martin Blackie Peter Humble       | Chevron B8     | BMW 1.9L I4          | 18            |
| GT +2.0   | 54 | Jacques Rey                       | Jacques Rey Edgar Berney          | Porsche 911S   | Porsche 2.2L Flat-6  | 12            |
| P 2.0     | 12 | Stanley Robinson                  | Stanley Robinson John Blanckley   | Unipower GT    | BMC 2.0L I4          | 10            |
| S 2.0     | 41 | Worcestershire Racing Association | John Bamford Peter Creasey        | Chevron B8     | BMW 1.9L I4          | 10            |
| P 3.0     | 7  | Keith Grant                       | Keith Grant Gerry Marshall        | Brabham BT8    | Climax 2.7L V8       | 4             |
| S 5.0     | 35 | Racing Team VDS                   | Gérard Pillon Louis Morand        | Lola T70 Mk.3B | Chevrolet 5.0L V8    | 2             |